# Althea Reinhardt
Althea Rebecca Reinhardt (* 1. September 1996 in Aarhus) ist eine dänische Handballspielerin.

## Karriere
Althea Reinhardt spielte ab dem Jahr 2007 beim dänischen Verein Nykøbing Falster Håndboldklub, bei dem sie anfangs im Jugendbereich aktiv war. Ab der Saison 2013/14 lief sie für die Damenmannschaft von Nykøbing Falster Håndboldklub auf. In der Saison 2015/16 stand die Torhüterin beim dänischen Zweitligisten Roskilde Håndbold unter Vertrag. Anschließend schloss sie sich Odense Håndbold an. Mit Odense wurde sie 2021, 2022 und 2025 dänische Meisterin sowie 2020 dänische Pokalsiegerin.
Reinhardt lief anfangs für die dänische Jugend- sowie Juniorinnennationalmannschaft auf. Mit diesen Auswahlmannschaften gewann sie die Bronzemedaille bei der U-17-Europameisterschaft 2013, die Bronzemedaille bei der U-18-Weltmeisterschaft 2014, die Goldmedaille bei der U-19-Europameisterschaft 2015 und die Goldmedaille bei der U-20-Weltmeisterschaft 2016. Bei der U-19-Europameisterschaft 2015 und der U-20-Weltmeisterschaft 2016 wurde sie in das All-Star-Team gewählt.
Reinhardt gab am 7. Oktober 2016 ihr Debüt für die dänische Nationalmannschaft. Reinhardt nahm mit Dänemark an der Europameisterschaft 2016 teil, bei der sie besonders durch eine Vielzahl an parierten Siebenmetern in Erscheinung trat. Ein Jahr später gehörte sie dem dänischen Aufgebot bei der Weltmeisterschaft 2017 an. Bei der Europameisterschaft 2020 belegte sie den vierten Platz. Mit 35 % hatte Reinhardt – gemeinsam mit ihrer Mannschaftskameradin Sandra Toft – die siebtbeste Fangquote bei der Europameisterschaft. Im darauffolgenden Jahr gewann sie bei der Weltmeisterschaft die Bronzemedaille. Reinhardt hatte mit einer Fangquote von 50 % den Bestwert bei der WM. 2022 unterlag sie mit Dänemark im Finale der Europameisterschaft gegen Norwegen. Reinhardt parierte im gesamten Turnier 35,5 % der gegnerischen Torwürfe. Bei der Weltmeisterschaft 2023 gewann sie erneut die Bronzemedaille. Reinhardt parierte im Turnierverlauf 36 % der gegnerischen Würfe. Bei den Olympischen Spielen in Paris gewann sie die Bronzemedaille. Im selben Jahr gewann sie eine weitere Silbermedaille bei der Europameisterschaft.